# 耐斯広場
耐斯広場（ないすひろば、耐斯松屋(開業名称)、中国語: 耐斯廣場時尚百貨、英: NICE PLAZA CO., LTD）は、中華民国（台湾）の嘉義市東区忠孝路600号に本店を置く百貨店。現在、嘉嘉雲地区（嘉義市、嘉義県、雲林県を構成する地域）最大のショッピングセンターである。

## 沿革
- 2006年7月7日 - 耐斯企業が50億台湾ドルで新設するショッピングセンターとして開業。
- 2007年10月1日 - 劍湖山世界株式会社嘉義支店となった。
- 2009年8月22日 - 富邦生命保険株式会社へ43億台湾ドルでリースバック。
- 2017年9月29日 - 耐斯企業が48.307億台湾ドルで耐斯広場を買い戻し、耐斯企業の子会社「耐斯広場株式会社」となった。

## 松屋との関係
松屋本体による運営ではなく、商標の貸与と業務提携のみの関係である。

## プリンスホテルとの関係
耐斯プリンスホテルは、耐斯企業がプリンスホテルをフランチャイズとして運営するホテルで、西武グループによる直営ではない。

## フロアガイド
| 階     | 耐斯広場フロアガイド             |
| ------ | -------------------------------- |
| 9F~17F | 耐斯プリンスホテル               |
| 8F     | 寝具家飾館、サービスカウンター   |
| 7F     | レストラン                       |
| 6F     | ダイソー                         |
| 5F     | レジャー                         |
| 4F     | 紳士児童館                       |
| 3F     | 仕女館                           |
| 2F     | 少女館(ユニクロ、オンデーズなど) |
| 1F     | ファッション                     |
| B1F    | 生活館(無印良品など) / 美食館    |
| B2F    | 洋服屋、駐車場                   |
| B3F    | 駐車場                           |
| B4F    | 駐車場                           |

## POSシステム
- POSシステムは、富士通製を使用(松屋 (百貨店)と同じ）。

## 営業時間
日曜日〜木曜日/11:00〜22:00
金曜日〜土曜日及び休日前夕/11:00〜22:30 

## 交通アクセス

### 鉄道
- 台湾鉄路管理局縦貫線 (南段)嘉北駅徒歩約七分

### バス
- バス停
  - 耐斯広場
    - 国光客運 嘉義市公車紅線（忠孝新民幹線）

  - 後湖
    - 嘉義客運
    - 嘉義県公車
    - 台西客運
    - 員林客運

## 主な関連会社
- 耐斯企業
- 愛ノ味
- 台湾第一生化科技
- 劍湖山